# Holsztyno-fryzyjska rasa bydła

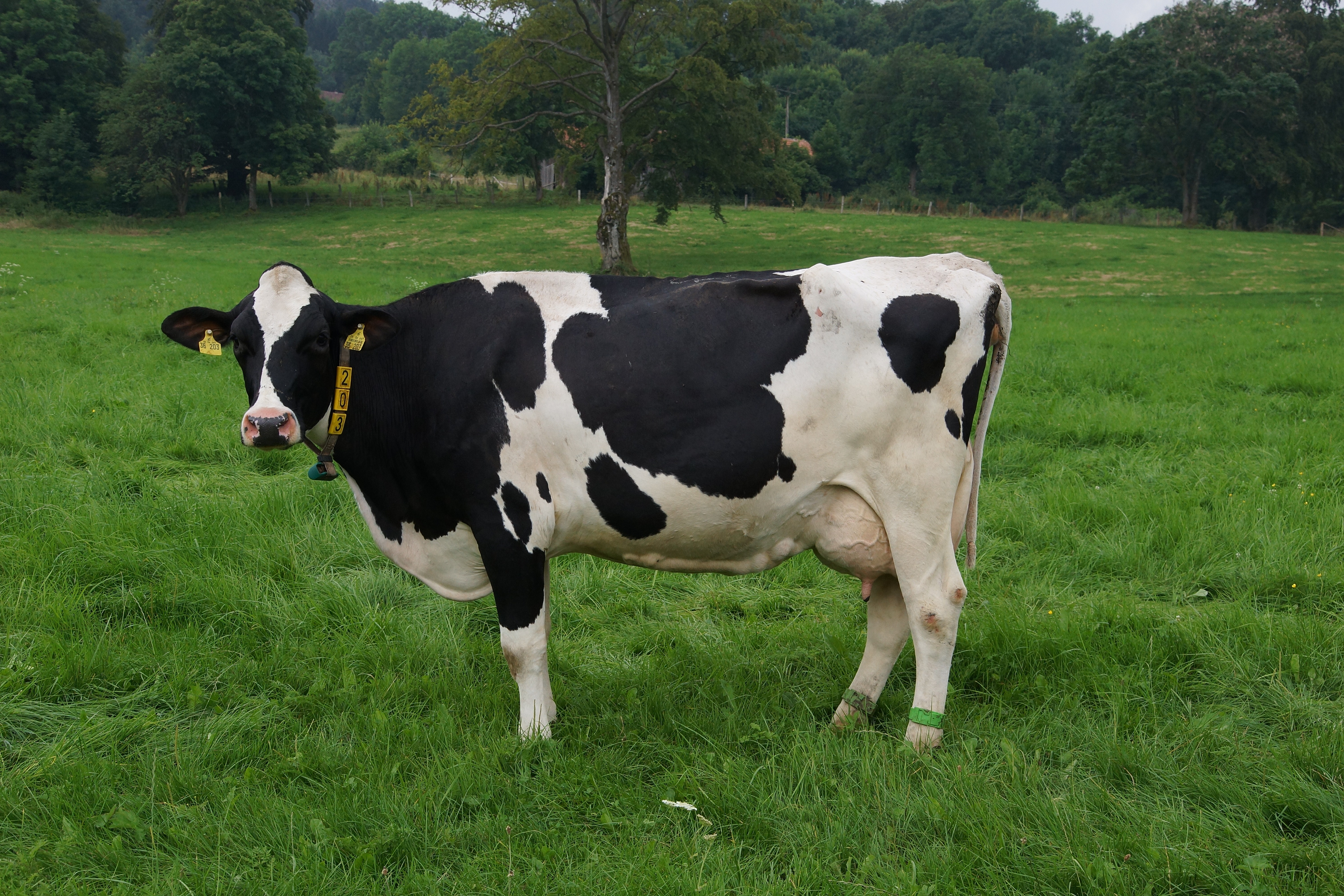
Krowa rasy holsztyno-fryzyjskiej

Bydło holsztyno-fryzyjskie – rasa bydła hodowlanego wyhodowanego w sposób celowy w jednym kierunku, mlecznym. Charakteryzuje się wysokim wzrostem i dużą masą ciała. Umaszczenie czarno-białe lub wyjątkowo czerwono-białe (tzw. red factor). Głowa niezbyt długa na cienkiej szyi, tułów wydłużony. Klatka piersiowa płasko ożebrowana, długie pionowe nogi z twardymi racicami. Zad mocno rozbudowany ułatwiający wycielenia i dostęp do wymion. Widoczne wyraźnie żyły podskórne. Budowa wymion ułatwia dojenie, dzięki wyrównanym ćwiartkom i stosunkowo długim strzykom. Wysokość w kłębie: krowy 140–150 cm, buhaje 160–170 cm. Masa ciała krów 650–750 kg, buhajów 1050–1300 kg.
Rasa hodowana w kierunku wybitnie mlecznym ma wiele cech sprzyjających temu kierunkowi użytkowania. Pochodzi z północno-zachodniej Europy (dzisiejszych Holandii, Danii i Niemiec), jednak największy rozwój osiągnęły hodowle północnoamerykańskie. Bydło z Europy płynęło za ocean wraz z emigrantami od początku zasiedlania Ameryki. Później (w XIX wieku) sprowadzano zwierzęta w sposób planowany. W 1861 założono pierwszą księgę hodowlaną w USA, choć niektórzy za datę rozpoczęcia hodowli podają rok 1851. W roku 1885 powstał Holstein-Friesian Association (Związek Hodowców H-F).
Amerykańskie hodowle osiągnęły szybki postęp zwłaszcza po drugiej wojnie światowej. Stało się tak z kilku przyczyn:
- jako jedni z pierwszych, amerykańscy farmerzy zrezygnowali z kierunku mieszanego, decydując się na pracę hodowlaną wyłącznie w kierunku mlecznym,
- do kojarzenia bydła zastosowano (po raz pierwszy na świecie) bazy danych gromadzone w komputerach,
- pionierskie zastosowanie na szeroką skalę sztucznej inseminacji wraz z technikami mrożenia nasienia, a później również embrionów,
- wolnorynkowe podejście do rolnictwa – brak dopłat i brak kwot mlecznych stymulowały pracę hodowlaną nad maksymalnym zwiększeniem mleczności, co wprost przekładało się na dochody farmerów.

Doskonała mleczność amerykańskich krów H-F została dostrzeżona na świecie i od lat 70. XX wieku obserwuje się powrót tej rasy na Stary Kontynent. Geny H-F trafiają do Europy jako zacielone jałówki i buhaje, ale głównie w zamrożonym nasieniu i embrionach. Nasieniem kryje się miejscowe krowy rasy czarno-białej, co w kolejnych pokoleniach powoduje zwiększanie udziału krwi H-F.
Ostatnio obserwuje się na świecie zainteresowanie mięsnym użytkowaniem holsztyno-fryzyjskiego bydła. Dzieje się tak nie ze względu na zalety rasy w tym kierunku, ale ze względu na ogromną popularność. Podtrzymanie laktacji wymaga zacielania krów, zaś zrodzone z tego cielęta – zwłaszcza buhajki – nie mają zastosowania w produkcji mleka. Po odchowaniu do odpowiedniej wagi kierowane są do rzeźni.